# Antonio Morano
Antonio Morano (Monterosso Calabro, 13 febbraio 1832 – Napoli, 25 dicembre 1911 o 1912) è stato un editore italiano.

## Biografia
Chiamato a Napoli dal fratello Vincenzo  che nel 1849 sfidando la censura borbonica, aveva fondato la casa editrice Morano, si dedicò, inizialmente alla cura della libreria situata in vico Quercia 14, insieme all’altro fratello Domenico.
La perdita di ruolo di capitale della città di Napoli, avvenuta all’indomani dell’unità d’Italia, con il conseguente venir meno anche delle commesse pubbliche, portò ad un notevole cambiamento del settore produttivo editoriale meridionale e quindi anche al riordino della casa editrice. In quegli anni, favorito dal legame con Francesco de Sanctis, che affidò ai Morano tra il 1866 e il 1869 l’edizione dei Saggi critici e dei Saggi sul Petrarca, e da Giuseppe Vago, artefice delle riedizioni di opere già molto diffuse di Puoti, Antonio affiancò il fratello Vincenzo nella conduzione dell’attività editoriale, lasciando a Domenico la responsabilità della libreria. In particolare, nello sviluppo e diversificazione dell’attività produttiva, Vincenzo rimase il referente della produzione scolastica mentre Antonio divenne l’artefice dei legami con i maggiori intellettuali cittadini tra cui appunto Francesco de Sanctis e Luigi Settembrini. Pubblicò opere di Vincenzo Gioberti, Paolo Segneri, Francesco de Sanctis, Bertrando Spaventa e altri.